# Vlaagtmolen
De Vlaagtmolen of Branders Molen is een windmolenrestant in de West-Vlaamse plaats Ruiselede, gelegen aan de Oude Tieltstraat.
Deze ronde stenen molen van het type beltmolen fungeerde als korenmolen.

## Geschiedenis
Al in 1368 was sprake van een houten standerdmolen op deze plaats. Deze behoorde tot de heerlijkheid van Vlaagt, welke in handen van de Maltezer Orde was. In 1867 werd de houten molen afgebroken en vervangen door een stenen molen. Veel houtwerk van de standerdmolen werd hergebruikt voor het binnenwerk van de nieuwe molen. De stenen molen verloor zijn kap tijdens een storm in 1940. Daarna werd met een dieselmotor gemalen. In 1941 werden het vangwiel en het kamwiel hergebruikt in de Knokmolen. De Duitse bezetter gebruikte de molen vanaf 1941 als uitkijkpost en hier werden ook enkele Amerikaanse piloten gevangen gehouden. Bij de terugtrekking op 2 september 1944 vernielden de Duitsers het interieur van de molen.
De romp bleef bestaan, en de eigenaar voert af en toe instandhoudingswerken uit.
- Inventaris van het Bouwkundig Erfgoed (Vlaanderen): 90598